# نیروگاه هسته‌ای بزناو
نیروگاه اتمی بزنو (به آلمانی Kernkraftwerk Beznau یا به اختصار KKB) نخستین نیروگاه هسته‌ای سوئیس با ظرفیت تولید  ۳۶۵ مگاوات است  که در سال ۱۹۶۹ میلادی مورد بهره‌برداری قرار گرفت.
این نیروگاه در منطقه دوتینگن و در کنار رود آر واقع شده‌است و  تنها نیروگاه اتمی سوئیس است که دارای دو راکتور می‌باشد.  هر دو رآکتور این نیروگاه از نوع راکتور آبی فشرده هستند.
این نیروگاه دارای دو توربین ۱۹۰ مگاواتی است و با آب رودخانه آر  خنک می‌شود. این نیروگاه  برج خنک کننده ندارد.

## بزنو شماره یک
راکتور شماره یک (بزنو۱) در سال ۱۹۶۹ برای چهل سال و با قدرت ۳۶۵ مگاوات آغاز بکار نمود.

## بزنو شماره دو
راکتور شماره دو (بزنو ۲) در سال ۱۹۷۱ برای چهل سال و با قدرت ۳۶۵ مگاوات آغاز بکار نمود.
هردوی این راکتورها از راکتورهای شرکت وستینگهاوس هستند و توان بازدهی آن‌ها تا ابتدای سال ۲۰۰۰ چندین بار دگرگون شده‌است.
- ۳۵۰مگاوات تا ۳۰ سپتامبر ۱۹۹۶
- ۳۷۵مگاوات تا ۲ ژانویه ۲۰۰۰
- ۳۶۵مگاوات از ۲ ژانویه ۲۰۰۰